# Route nationale 1B (Vietnam)
Pour les articles homonymes, voir Route 1B et Route nationale 1B.
La route nationale 1B (vietnamien : Quốc lộ 1B) est une route de 135 km de long située au Viêt Nam.

## Parcours
La route passe par la province de Lạng Sơn (district de Cao Loc), la province de Lạng Sơn (Van Quan, Binh Gia, Bắc Sơn) et la province de Thái Nguyên (Vo Nhai, Dong Hy).